# Вестник антропологии
«Ве́стник антрополо́гии» (другие названия — «Vestnik antropologii», англ. Herald of Anthropology) — российский научный журнал по этнологии и антропологии (физической, социальной и культурной). Основан в 2015 году вместо выпускавшегося с 1996 по 2013 годы альманаха «Вестник антропологии».
Журнал входит в международную систему Russian Science Citation Index, числится в ядре РИНЦ и в списке ВАК.

## Информация
- Учредитель, издатель и редакция — Институт этнологии и антропологии им. Н. Н. Миклухо-Маклая РАН (119334, г. Москва, Ленинский проспект, д. 32А).
- eLibrary ID 32852
- ISSN 2311-0546
- Префикс DOI 10.33876/2311-0546
- Свидетельство о регистрации СМИ: ФС77-61734 от 07.05.2015

Темы статей, публикуемых журналом: методология и теория, методика полевых исследований, этногенез, эволюционная антропология, расогенез, этническая антропология, морфология человека, в том числе возрастная и конституциональная, палеодемография и генетическая демография, этноархеология, этнокультурный облик народов мира, эволюция форм культуры, этнические процессы, этнорелигиоведение, этнополитилогия, этносоциология, кросскультурная психология, этология человека и другие.

## История
В 1993 году при Отделе физической антропологии Института этнологии и антропологии РАН энтузиастами был создан кабинет-музей антропологии им. академика В. П. Алексеева. С 1996 года кабинет-музей издавал специализированный альманах «Вестник антропологии», публиковавший статьи по физической антропологии. На начало 2000-х это было единственное в России периодическое издание, специализировавшееся на физической антропологии. Альманах выходил с периодичностью один-два раза в год, а в 2013 году вышли 4 номера.
С 2000-х годов редакция планировала переход к журнальному варианту издания. С 1996 по 2013 год вышли 23 номера.
20 марта 2014 Учёный совет Института этнологии и антропологии РАН принял решение вместо альманаха «Вестник антропологии» выпускать журнал «Вестник антропологии / Новая серия», или, более кратко, «Вестник антропологии», с целью снизить поток публикаций, направляемых в основное периодическое издание ИЭА РАН «Этнографическое обозрение». В журнале по сравнению с альманахом расширена тематика издания, он публикует статьи по разным антропологическим и этнологическим дисциплинам.